# Encephalartos brevifoliolatus
Espèce
Statut de conservation UICN

 EW  : Éteint à l'état sauvage
Statut CITES
Encephalartos brevifoliolatus est une espèce de plantes du genre Encephalartos et de la famille des Zamiaceae. C'est un Cycas éteint à l’état sauvage. C'est une plante africaine qui a été trouvée dans les prairies courtes d’Afrique du Sud.

## Description
Les tiges d’Encephalartos brevifoliolatus sont bien développées, généralement non ramifiées mais souvent drageonnées de la base pour former des touffes allant jusqu’à 6 tiges. Les feuilles mesurent de 800 mm à 900 mm de long, rigides et droites ou très légèrement recourbées près de leur apex.